# 마두레이라 EC
마두레이라 스포츠 클럽(Madureira Esporte Clube) 또는 마두레이라(Madureira)는 브라질의 축구 클럽이다. 현재 캄페오나투 카리오카에 속해 있다. 1957년 이스라엘의 하포엘 텔아비브 FC에 이어 1961년 대한민국을 방문하였는데 이는 브라질 프로축구 클럽으로는 최초이며 효창운동장에서 친선경기를 가졌다.

## 선수 명단

### 현역
참고: FIFA 자격 규정에 따라 소속된 국가대표팀 국기를 표시합니다. 선수는 복수의 FIFA 비회원국 국적을 가지고 있을 수 있습니다.
| 번호 | 포지션 | 국적 | 이름 |
| ---- | ------ | ---- | ---- |

| 번호 | 포지션 | 국적 | 이름   |
| ---- | ------ | ---- | ------ |
| -    | FW     | 홍콩 | 산드로 |

## 역대 감독
| 감독                  | 임기 |
| --------------------- | ---- |
| 아르투르 베르나르지스 | 1988 |